# Пінський провулок (Київ)
Пінський прову́лок — зниклий провулок, що існував у Ленінградському районі (нині — Святошинський) міста Києва, місцевість Святошин. Пролягав від Брест-Литовського проспекту до Горенської вулиці (проходив між Святошинською та Липовою вулицями, паралельно їм). 

## Історія
Провулок виник у 1-й третині XX століття під назвою Вокзальний (2-й). Назву Пінський провулок набув 1955 року. 
Ліквідований 1977 року в зв'язку зі знесенням старої забудови Святошина та переплануванням.